# Vasil Ristani
Vasil Ristani (10. října 1908 Lliar, Zagoria, Gjirokastra – 1989) byl albánský fotograf aktivní v letech 1933–1982.

## Životopis
Jeho dílo zanechalo znatelné stopy v pantheonu dějin albánské fotografie, jako profesionální fotograf byl aktivní od roku 1933 až do důchodu v roce 1982. Ve svém dospívajícím věku fotografoval v Istanbulu a také mezi argentinskými přistěhovalci. V letech 1935-1939 pracoval jako fotožurnalista pro noviny Drita a téměř všechny ilustrativní časopisy té doby. Od roku 1939 do roku 1947 pracoval ve svém soukromém studiu, které měl s Janim Ristanim. V roce 1947 začal pracovat v ATSH a v časopise Nová Albánie, kde pracoval až do roku 1953. V letech 1953 až 1982, když odešel do důchodu, pracoval jako fotograf ve služebním družstvu „17. listopadu“ v Tiraně.

## Hlavní události Vasila Ristana
- Fotografoval svatbu Ahmeta Zoga.
- Fotografoval slavnostní příchod Naima Frasheriho 4. června 1937.
- Dne 28. listopadu 1944 udělal první fotografie vstupu komunistické vlády do hlavního města.
- Udělal první oficiální vojenský portrét Envera Hodžy, což byl první tajemník Albánské strany práce a od konce druhé světové války až do své smrti vůdce země.
- Fotografoval manželství Envera Hodžy (1948).
- Fotografoval inauguraci Státní banky (před osvobozením), kinostudio "Nová Albánie"; vodní elektrárnu „Lenin“ a různé fotografie z činnosti všech populárních mas po celé zemi bez výjimky.

Vasil Ristani zemřel v roce 1989, když mu bylo 81 let.